# Farnabazo I d'Iberia
Farnabazo I d'Iberia o Pharnavaz I (in georgiano ფარნავაზ I?; 325 a.C. – 237 a.C.) è stato un sovrano di Cartalia, un antico regno della attuale Georgia centrale, noto agli autori classici come Iberia.
Secondo le Cronache georgiane, il principale compendio di testi storici medievali dell'area, curati dal cronista Leonti Mroveli nell'XI secolo, Farnabazo fu il primo re di Cartalia, una regione storica detta anche Kartli, geograficamente situata a sud del Caucaso. Da Farnabazo I ha origine la cosiddetta dinastia farnabazida, la più antica delle dinastie di sovrani della Georgia.
Secondo invece altre cronache indipendenti, come La conversione di Cartalia, Farnabazo è stato il secondo monarca del regno. L'ascesa, l'avvento e l'espansione imperiale della monarchia di Farnabazo furono direttamente legati alla leggenda con scarsi fondamenti storici di una vittoria di Alessandro Magno sull'impero achemenide nelle regioni della attuale Georgia. Quando Farnabazo era ancora bambino, Alessandro avrebbe conquistato la regione, creato il regno di Cartalia e posto sul trono Azo di Iberia, per questo motivo considerato da alcuni autori come il primo re.
Sulla base delle prove medievali, la maggior parte degli studiosi ritiene che il regno di Farnabazo sia avvenuto nel III secolo a.C. e più precisamente:
- dal 302 al 237 a.C. secondo il principe Vakhushti di Kartli
- dal 299 al 234 a.C. secondo Cyril Toumanoff
- dal 284 al 219 a.C. secondo Pavle Ingoroqva.[8]

Farnabazo rimase comunque al potere sotto il protettorato dell'Impero Seleucide.
Gli succedette sul trono il figlio Sauromace I.